# Vleeshaak

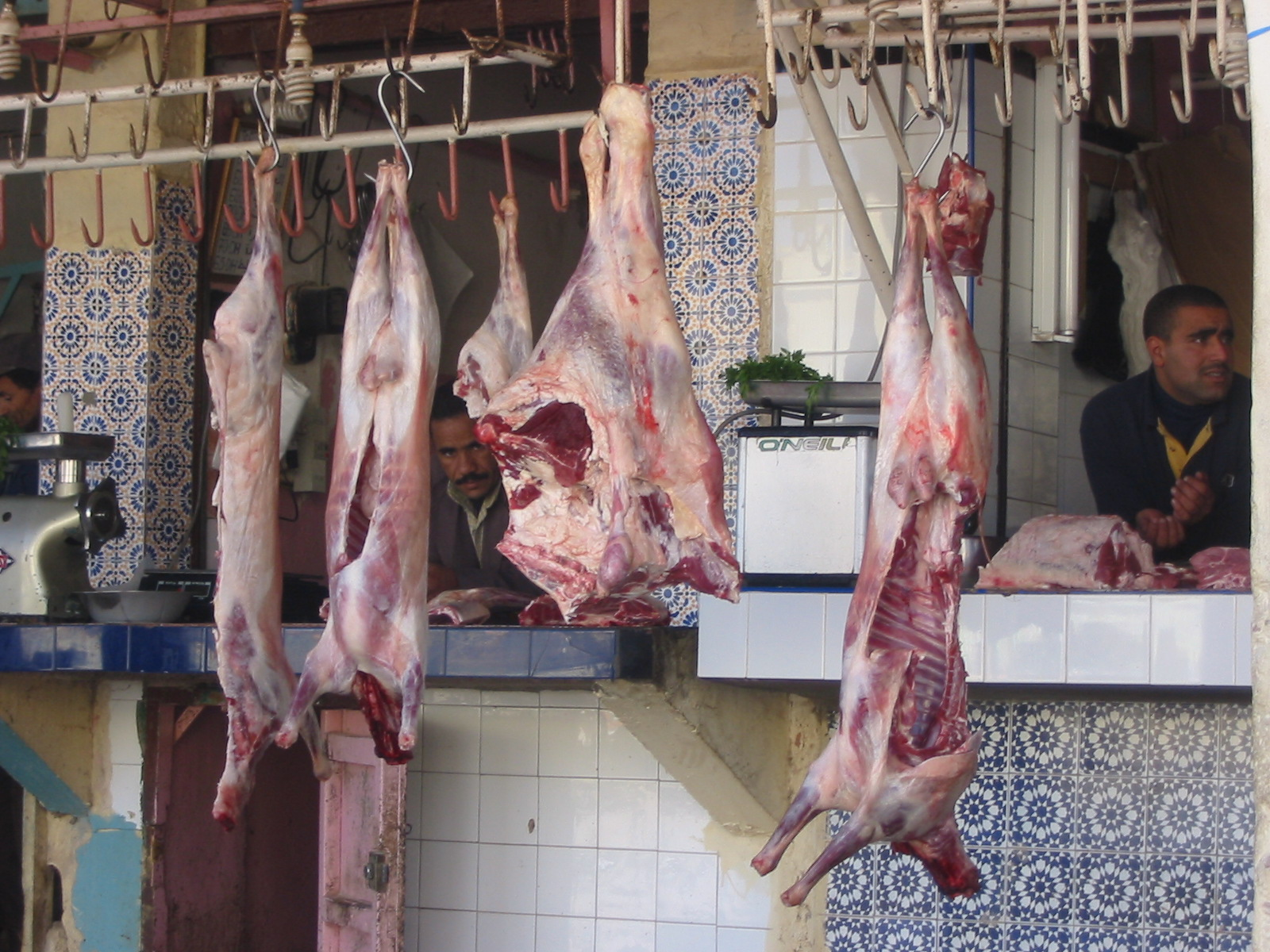
Vleeshaken bij een slager

Een vleeshaak is een tweezijdig bruikbare haak waaraan vlees of karkassen van dieren, veelal vee, gehangen worden.
Vleeshaken worden gebruikt in slagerijen en slachthuizen. In een slagerij vindt men ze meestal in de koelruimte waar het ingekochte karkas opgeslagen wordt voordat het uitgebeend wordt. In sommige landen is het de gewoonte om volledige karkassen ten toon te hangen in de slagerij zelf. In slachthuizen worden de haken bevestigd aan een lopende bandconstructie zodat op verschillende plaatsen het vlees van het karkas gehaald kan worden ter verdere verwerking.